# Kabardië-Balkarië

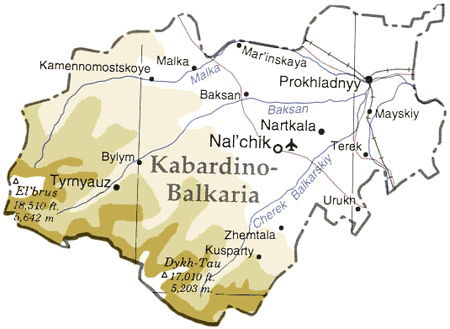
Kaart

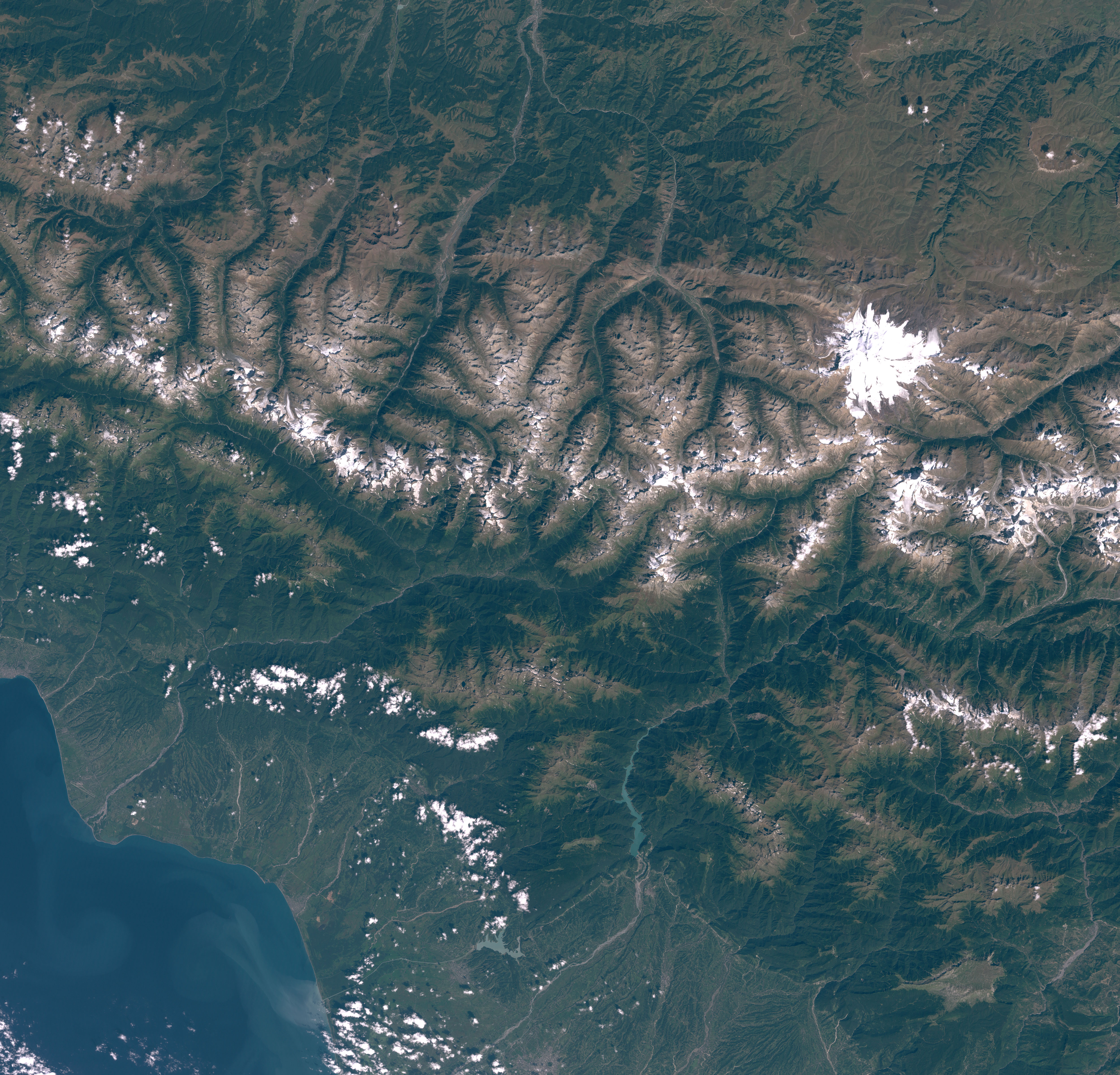
Satellietfoto van de Elbroes

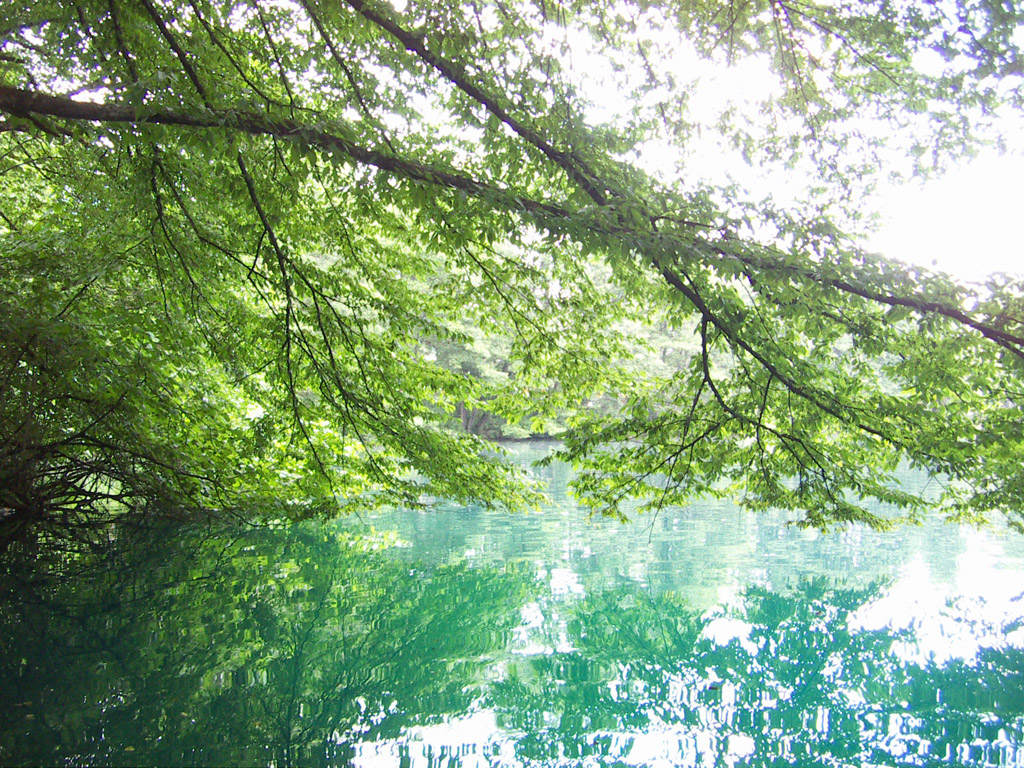
Zicht over een van de meren van de republiek

Kabardië-Balkarië of Kabardije-Balkarië (Russisch: Кабардино-Балкария; Kabardino-Balkaria) is een autonome republiek in Rusland, gelegen in de Noordelijke Kaukasus en begrensd door Georgië, de autonome republieken Noord-Ossetië en Karatsjaj-Tsjerkessië en de kraj Stavropol. De oppervlakte bedraagt ongeveer 11.500 km² en het inwonertal 901.494 (census 2002). De hoofdstad is Naltsjik. Het gebied werd gesticht op 5 januari 1936.
Formeel heet het gebied Republiek Kabardino-Balkarië:
- Russisch: Кабардино-Балкарская Республика - Kabardino-Balkarskaja Respoeblika;
- Kabardijns: Къэбэрдей-Балъкъэр Республикэ - K"èbèrdej-Bal"k"èr Respoeblikè;
- Karatsjaj-Balkaars: Къабарты-Малкъар Республика - Qabarty-Malqar Respoeblika.

In het uiterste zuidwesten van Kabardië-Balkarië bevindt zich de hoogste berg van Europa, de Elbroes (5642 meter).

## Geografie
De republiek wordt grotendeels ingenomen door het Kaukasusgebergte. In het noorden zijn laagvlakten.

### Bergen
De hoogste bergen zijn:
- Elbroes (5642 m)
- Dychtaoe (5203 m)
- Kosjchataoe (5151 m)
- Sjchara (5068 m)
- Poesjkin (5033 m)
- Mizjergi (5025 m)

### Rivieren
De grootste rivieren zijn:
- Terek (623 km)
- Malka (216 km)
- Tsjerek (131 km)
- Tsjegem (102 km)
- Argoedan
- Baksan
- Koerkoezjin
- Lesken
- Oeroech

### Meren
Er zijn ongeveer honderd kleine meren in de republiek, waarvan er 55 tussen de Baksan en Malka gelegen zijn. Enkele van deze meren zijn:
- Tserikkelmeer (26.000 m²; 368 meter diep)
- Nizjni Goloebojemeer
- Kel-Kettsjenmeer (177 meter diep)
- Verchni Goloebojemeer (18 meter diep)
- Sekretnojemeer
- Tamboekanskojmeer (1.77 km²; 1,5 tot 2 meter diep; gedeeltelijk gelegen in Kraj Stavropol).

### Klimaat
De republiek heeft een landklimaat.
- Gemiddelde januaritemperatuur: -4 °C (laagvlakten) to -12 °C (bergen).
- Gemiddelde julitemperatuur: +23 °C (laagvlakten) to +4 °C (bergen)
- Gemiddelde jaarlijkse neerslag: 500–2000 mm.

## Bevolking
Kabardië-Balkarië is genoemd naar twee volken: de Kabardijnen (48% in 1989), die de gelijknamige Circassische, Noordwest-Kaukasische taal Kabardijns spreken en in het steppeachtige oosten wonen, en de Balkaren (9,4%), die een Turkse taal spreken en in het bergachtige westen wonen. Beide talen worden ook wel samengenomen onder Karatsjai-Balkaars. Beide volken zijn islamitisch. 32% van de bevolking was in 1989 Russisch en het Russisch is de derde officiële taal van de republiek.
| 1926    | 1939    | 1959    | 1970    | 1979    | 1989    | 2002    |
| ------- | ------- | ------- | ------- | ------- | ------- | ------- |
| 203.776 | 359.219 | 420.115 | 588.203 | 666.546 | 753.531 | 901.494 |

## Geschiedenis
Kabardië (of Kabardije), het vlakke gebied aan weerszijden van de Terek, ging in de zestiende eeuw onder invloed van het Krimkanaat over op de islam, maar stelde zich in diezelfde eeuw onder de bescherming van het christelijke Rusland.
Onder invloed van de Russisch-Turkse oorlogen werd het in 1739 onafhankelijk (Verdrag van Belgrado) en in 1774 definitief Russisch (Verdrag van Küçük Kaynarca). Balkarië kwam in 1827 in Russische handen.
Na de Oktoberrevolutie werd in 1921 de autonome oblast Kabardië opgericht, die in 1922 werd hernoemd tot de Kabardino-Balkaarse Autonome Oblast. In 1936 kreeg deze de status van autonome socialistische sovjetrepubliek (ASSR) en dat bleef het tot het uiteenvallen van de Sovjet-Unie in 1991, met dien verstande dat de Balkaren tussen 1944 en 1957 uit de naam van de republiek verdwenen. In april 1944 werden namelijk alle Balkaren op last van Stalin naar Centraal-Azië gedeporteerd, een lot dat zij deelden met de Tsjetsjenen, de Krimtataren en enkele andere volken, die alle werden beschuldigd van collaboratie met de Duitse bezetters. Na hun rehabilitatie in 1957 konden zij terugkeren (zie: gedwongen volksverhuizingen in de Sovjet-Unie).

## Districten
Kabardië-Balkarië is naast de steden Baksan (B), Naltsjik (N) en Prochladny (P) verder onderverdeeld in tien districten:
1. Baksanski
2. Elbroesski
3. Leskenski
4. Majski
5. Oervanski
6. Prochladnenski
7. Terski
8. Tsjegemski
9. Tsjerekski
10. Zolski